# Hister punctifer
Hister punctifer är en skalbaggsart som beskrevs av Gustaf von Paykull 1811. Hister punctifer ingår i släktet Hister och familjen stumpbaggar. Inga underarter finns listade i Catalogue of Life.